# Inhibición recíproca
Inhibición recíproca es el concepto utilizado en fisiología y también en psicología, dentro de la terapia cognitivo conductual, referido al fenómeno de complementariedad "tensión-distensión" simultánea que ocurre entre dos componentes fisiológicos o dos reacciones psicológicas. En psicología, la idea básica es que la respuesta de ansiedad puede ser rivalizada e inhibida por una nueva respuesta antagónica, siendo la relajación la más usada. 

## Perspectiva fisiológica
Cuando un músculo se contrae envía una respuesta inhibitoria a su antagonista, con el objeto de mantener el juego normal de la articulación. Cuando se contrae, por ejemplo, el músculo bíceps del brazo, se relaja o inhibe el tríceps como músculo opuesto. Se trata de un mecanismo protector. 

### Inervación recíproca
Es la contracción y relajación simultánea de los músculos opuestos, en fisiología, es recogida, como inervación recíproca, por Charles Scott Sherrington en su conocida ley, que indica que cuando se contrae un músculo como resultado de una acción nerviosa, su músculo o músculos antagonistas reciben una señal simultánea que los inhibe.
Sherrington recibió el premio Nobel por mostrar que los reflejos requieren activación integrada y demostró la inervación recíproca de los músculos (Ley de Sherrington).
Primera ley. Incide en que cuando un músculo recibe un estiramiento máximo, sufrirá una fuerte intensidad en su borde como efecto reflejo, suponiendo una contracción máxima, que ocurre con mayor potencia que en condiciones de trabajo normal.
Segunda ley. Cuando un músculo agonista (protagonista) de movimiento que se está ejecutando se contrae por inervación inversa y sucesiva, el músculo antagonista se relajara al máximo, mientras este se prepara para efectuar una contracción más efectiva.

### Efectos de la contracción simultánea es el llamado tirón muscular
La inhibición recíproca puede causar una reacción de rebote si la contracción de los músculos opuestos se realiza al mismo tiempo. Concretamente, se puede provocar un desgarro en el músculo, si se produce contracción simultánea en los dos grupos de músculos opuestos, pues se supone que deben contraerse y relajarse. 

### Estirar la inhibición recíproca
Este método supone la aplicación de tensión a un grupo de músculos opuestos. Es una técnica que se emplea para reducir la aparición de calambres musculares y poder mejorar la flexibilidad global, frecuentemente practicada por deportistas, atletas y personas que participan en programas de entrenamiento con alta intensidad física. Si se hace alargamiento de un músculo que se encuentra en una posición relajada, a diferencia de una posición contraída, resulta una técnica más eficaz.

## Perspectiva psicológica
En psicología, la inhibición recíproca es un método utilizado en la terapia de comportamiento que consiste en aprender una respuesta adecuada a un estímulo que provoca una respuesta no deseada, aplicándole una respuesta incompatible, como es la relajación. Por ejemplo, cuando una persona experimenta un ataque de pánico, se practica la relajación, con ejercicios de respiración profunda, haciendo que este estado sea incompatible con la ansiedad. 

### Wolpe: Inhibición recíproca ydesensibilización sistemática
Fue el psicólogo Joseph Wolpe quien empezó a utilizar la técnica de inhibición recíproca, tras ejercer en el ejército sudafricano como oficial médico, al comprobar que fracasaba en curar la neurosis de guerra de los soldados a través de la terapia psicoanalítica. Fue una técnica que derivó en la desensibilización sistemática.
Con la relajación muscular progresiva de Jacobson o alguna otra, se presenta el estímulo ansiógeno de forma paulatina, de tal manera que el paciente vaya aprendiendo a relajarse ante el estímulo que provoca ansiedad o situación temida. Esto da lugar a la técnica de desensibilización sistemática. El terapeuta presenta, por lo tanto, una jerarquía de estímulos estresantes, a través de imágenes visuales, que evoquen la situación ansiosa, bien como exposición imaginada, bien como realidad virtual, bien, directamente, en vivo, hasta lograr su superación.

### Explicación psicofisológica
Los cambios debido a la relajación parece que están mediados por su influencia en el equilibrio de los dos tipos del SNA: el sistema simpático (funciones de alerta, especialmente en el estrés, temperatura, ritmo cardíaco, respiratorio, circulación de la sangre), y el parasimpático que regula funciones de reparación, ahorro de energía y reposo. Algunos de los efectos de la relajación se relacionan con la regulación del sistema circulatorio, disminuyendo la presión arterial parcial de O2 y aumenta la de CO2, se incrementa serotonina, disminuye adrenalina y noradrenalina, así mismo, decrece el colesterol y ácidos grasos en plasma. El entrenamiento en relajación en mujeres embarazadas hace que les disminuya progresivamente la cantidad de cortisol, que es liberado en respuesta al estrés y actúa para restablecer la homeostasis, si bien la secreción prolongada de cortisol puede ser debida a estrés crónico.

## Planteamiento crítico sobre la relajación en la inhibición recíproca
¿La desensibilización ocurre como consecuencia de la relajación o de la habituación al objeto ansiógeno expuesto?
| «Las asunciones de Wolpe sobre el papel del sistema nervioso simpático y parasimpático en la eliminación de la ansiedad han mostrado ser erróneas. La relajación no funciona como un mecanismo inhibitorio, sino que permite que el paciente se mantenga en contacto con el estímulo temido más tiempo, lo que da lugar a la extinción. La relajación no es un elemento esencial, sino que facilita la permanencia del individuo y reduce el malestar. El índice de abandono debido al malestar es similar en la Desensibilización Sistemática y en la Terapia de Exposición». — |

### Técnicas de Exposición
En relación con esto, la exposición repetida a un estímulo que provoca una respuesta indeseable, puede lograr una respuesta deseada. Por ejemplo, una persona que tiene miedo de la oscuridad, en repetidas ocasiones será expuesta a espacios oscuros con el fin de superar la fobia. El objetivo es enseñarle al paciente que la evitación es la raíz del problema, debido a que funciona como mantenedor del miedo irracional y puede generar a su vez un trastorno en el comportamiento. También se entrena al paciente para solucionar el problema en un proceso de exposición regular y cómo manejarlo, pues varía la forma de presentación del estímulo temido (real o simbólica), la intensidad de la presentación (inundación o exposición gradual), la duración de la presentación, la frecuencia de las presentaciones (masiva o espaciada), como indica F. Javier Labrador (2014).
Tanto es así que, «en los últimos años se viene dando especial relevancia a la Exposición Gradual (EG) (American Psychiatric Association [APA], 1994; Barlow, 1988; Barlow, Esler & Vitali, 1998; Labrador & Crespo, 2008; Marks, 1987) frente a la Desensibilización Sistemática (DS) o la Inundación (IN). Pero en el ámbito asistencial, con frecuencia el psicólogo se decanta por utilizar las diferentes técnicas en imaginación, debido a la mayor facilidad de aplicación (Labrador & Crespo, 2008)».